# 地面効果
地面効果（じめんこうか、英: ground effect〈グラウンド・エフェクト〉）とは、翼形状を持つ物体が地面付近を移動する際、翼と地面の間の空気流の変化に影響を受ける現象である。
水面上の場合は水面効果、総じて表面効果 (surface effect) とも呼ばれる。
地面効果はおもに2つの分野で言及される。
- 航空機が地表や水面近くを飛行する場合、翼が受ける揚力（上向きの力）が大きくなる現象。本項にて説明する。
- 自動車のボディー下面を適切な形状にすると負圧が発生し、ダウンフォース（下向きの力）が得られる現象。グラウンド・エフェクト・カーおよびディフューザー_(自動車)を参照。

荒れている地面や水面は、超低空飛行や車高等、短い一定距離を維持するのが難しい為、地面効果を利用するのに適さない。

## 航空機の地面効果

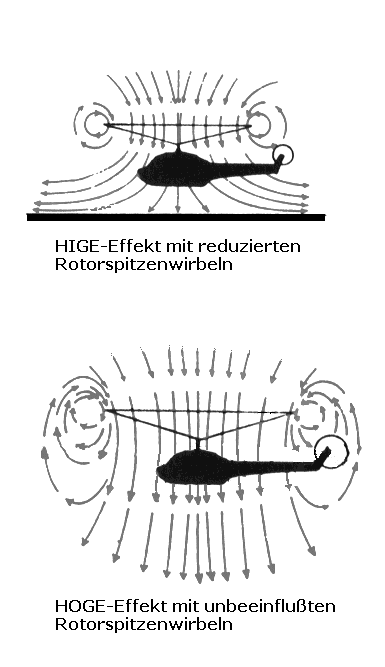
ヘリコプターの地面効果

飛行中、翼の横では下面の正圧域から上面の負圧域へと空気が回り込もうとして、翼端を中心とする渦流（翼端渦）が発生している。翼端渦の影響で翼周りの気流が吹き下ろし（ダウンウォッシュ）の方向に傾くと有効迎え角が減少し、副次的に誘導抗力が発生する。
翼が地面に接近した状態では、翼端渦の動きが地面に遮られ、翼上面まで回り込みにくくなる。吹き下ろし角が減少する結果、誘導抗力係数が減少する。同様の理由により機体が同じピッチ角の場合は揚力係数が増加する。換言すれば、地上付近で揚力が発生している翼が飛行している状態は、地面を対称線とした翼の鏡像が存在している状態と等価で、地面との干渉は逆向きの2つの翼の相互作用として解釈することができる。身近な例では、両の手を合わせ力を入れることで感覚的に認識することができる。左右の手は互いに対称であるため、片手で平らな壁を押したときと同様の感覚を得る。
その他の現象としては、ピッチダウン（機首下げ）傾向の増加が挙げられる。これは、地面との干渉によって翼後流に現れる吹き下ろし量が小さくなり、水平尾翼の相対迎え角が小さくなって、ピッチアップ・モーメントが不足するためである。
通常は主翼の翼幅の半分よりも高度が低くなると地面効果が現れ、翼幅の1/4の高度で誘導抗力が20～30%減少し、1/10の高度で約50%減少する。揚抗比 (L/D) が増加するため、離陸時には推力の不足を補うことができ、地面近くを水平飛行し続ければ、燃料消費を節約して航続距離を伸ばすことができる。人力飛行機は誘導抗力の少ないアスペクト比の大きい翼を持つが、高度を低く保って飛行すれば、さらに抗力を減らして体力を有効利用することができる。
一方、着陸する際には空気のクッションに乗って滑っていくような感覚となり、着陸しにくくなるという現象も起きる。艦載機が航空母艦に着艦する際には、飛行甲板の地面効果を受けないよう叩きつけるように降りる。翼が地面に近い低翼機やファウラーフラップ付きの翼は地面効果の影響が著しく、着陸姿勢（フレア）の上げ舵に要する操縦力が大きくなり、昇降舵の面積を増さなければならないこともある。また全翼機・無尾翼機においては地面効果が特に大きく着陸時に長い滑走路が必要になる場合がある。
回転翼機のローターの揚力発生にも、地面効果が影響する。ヘリコプターの場合、メインローター直径の約半分以下の高度を地面効果内 (In Ground Effect, IGE) 、それ以上を地面効果外 (Out Ground Effect, OGE) と呼ぶ。回転翼機や垂直/短距離離着陸機（V/STOL機）がホバリングする時、ダウンウォッシュが地面とローターの間で圧縮され、より少ない推力で浮上できる。しかし、地面と胴体下面の間で二次的な渦が発生し、一点上空でのホバリングを不安定にすることがある。

## 地面効果の利用例

### 動物

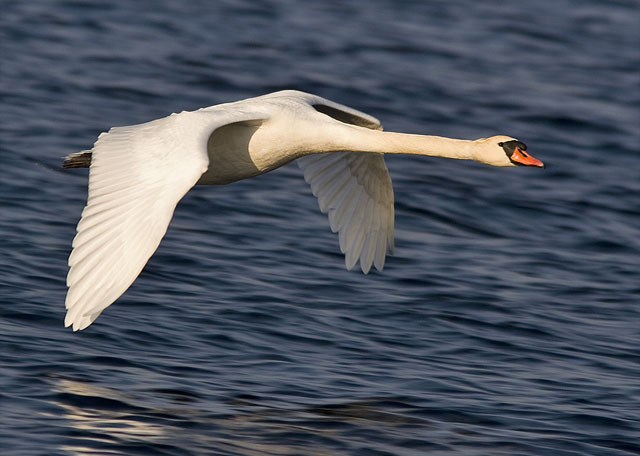
水面付近を飛ぶハクチョウ

自然界の生き物は生来的に地面効果を会得している。海鳥やトビウオは地面(水面)効果を利用して海面上を滑空する。ミズナギドリやアホウドリは水面効果を利用したダイナミックソアリングと呼ばれる飛行方法を使い、一度も羽ばたくこと無く長大な距離を滑空可能である。

### 船舶
航空機に似た翼を持ち、水面上の低高度飛行によって揚抗比を改善する地面効果翼機 (Wing-In-Ground effect, WIG) が研究されている。これらは地面効果翼船や、水面効果翼船、表面効果翼船 (Wing In Surface Effect Ship, WISES) 、GEM (Ground Effect Machine) と幾つか異なる名称があるが、いずれも基本原理は同一である。海面は波浪が荒れる事があるので適さない。実験用に小規模な機体が作られることはあるが、実用段階までに至るものは少なく、数少ない実用化された実例に、ロシアのエクラノプラン (Экраноплан) がある。カスピ海等の塩湖用で、機体は離着水時に高速気流を翼下に吹き込んで高揚力を得るために、ジェットエンジンまたはプロペラを機首に持ち、地面効果内におけるピッチングモーメントの急激な変化を抑えるために、非常に大きな水平尾翼を備えている。

### 鉄道
地面と壁との間で発生する地面効果を利用し走行／飛行するエアロトレインという構想がある。幾つかあるアイデアのいずれもが研究の域を出ないが、中には「2020年頃に時速500km、350人乗りの有人機体開発が目標となっている次世代の乗り物」とするものまである。

### その他
身近な例では、パーソナルコンピュータなどに搭載されているハードディスクドライブに利用されている。起動すると高速回転するディスク（プラッタ）の表面に境界層が生じ、これが磁気ヘッドに対し強い気流となり磁気ヘッドを浮上させる（浮上の開始には地面効果はほとんど寄与しない）。ヘッドを境界層の中に維持する必要から、プラッタとヘッドの間隔は10ナノメートル（1ミリメートルの10万分の1）という僅かな高さで、地面効果は磁気ヘッドがディスク表面へ接触することの抑制（すなわち浮上の維持）に寄与している。